# Taj Annan
Taj Annan (Australia, 16 de agosto de 2003) es un jugador profesional australiano de rugby que se desempeña en la posición de centro interior en Queensland Reds, equipo perteneciente a la liga Súper Rugby.

## Carrera
En 2019, Annan se unió al equipo Brisbane Boys' College (2019-2021), después pasó a Queensland Reds, donde lleva jugando dos temporadas. También fue parte de la Selección juvenil de rugby de Australia.